# Fritz Röhrs
Fritz Röhrs (* 20. Oktober 1896 in Hildesheim; † 14. Februar 1959 ebenda) war ein deutscher Maler und Künstler, der sich der nationalsozialistischen Ideologie verschrieben hatte und der durch sein „völkisch-germanisches“ Werk, insbesondere Holzschnitte bekannt wurde.

## Leben
Im Ersten Weltkrieg kämpfte Röhrs als Soldat in Frankreich und Russland. Anschließend studierte er an der Kunstgewerbeschule in Braunschweig, wo er 1922 seinen Abschluss als Buch- und Gebrauchsgrafiker machte.
Er fertigte vorrangig idealisierte Holzschnitte von Arbeitern und Bauern an, die als „Helden des deutschen Volkstums“ dargestellt wurden. Im Stadtmuseum von Damme hängt, unkommentiert, sein Bild „Der Hauerschein“ aus dieser Schaffensperiode, das einen kantigen Bergbauarbeiter zeigt, der der nationalsozialistischen Vorstellung des Herrenmenschen entspricht. Andere Museen, wie das Bomann-Museum in Celle, das „Hannibals Grab“ angekauft hatte, oder Osnabrücker Museen, zeigten die Werke nach dem Zweiten Weltkrieg nicht mehr.
1937 bewarb sich Röhrs auf den Posten des Grafikleiters an der Meisterschule Hildesheim, der Vorgängerin der heutigen Fachhochschule. Bis dahin hatte er unter anderem als freischaffender Künstler in Braunschweig gelebt. Von nun an widmete er sich vorrangig Holzschnitten mit Althildesheimer Motiven und idealisierten Abbildungen der Landschaften und Städten im Sinne der nationalsozialistischen Weltanschauung. Röhrs war 1944 auf der Großen Deutsche Kunstausstellung in München mit zwei Landschafts-Holzschnitten vertreten. Er gilt als ein Beispiel dafür, wie auch relativ unbekannte regionale Künstler das nationalsozialistische Kulturverständnis verbreiteten.
Röhrs lebte bis zu seinem Tod in seiner Geburtsstadt Hildesheim. In den frühen 50er Jahren verlegte er, neben seiner Lehrtätigkeit, seinen künstlerischen Schwerpunkt auf Aquarelle.